# Liste der Biografien/Walc
Liste der Biografien |
Portal Biografien |
Personensuche
# |
A |
B |
C |
D |
E |
F |
G |
H |
I |
J |
K |
L |
M |
N |
O |
P |
Q |
R |
S |
T |
U |
V |
W |
X |
Y |
Z |
?
 
Wa |
Wc |
Wd |
We |
Wh |
Wi |
Wj |
Wl |
Wn |
Wo |
Wr |
Ws |
Wt |
Wu |
Ww |
Wy |
Wz
 
Waa |
Wab |
Wac |
Wad |
Wae |
Waf |
Wag |
Wah |
Wai |
Waj |
Wak |
Wal |
Wam |
Wan |
Wao |
Wap |
Waq |
War |
Was |
Wat |
Wau |
Wav |
Waw |
Wax |
Way |
Waz
 
Wala |
Walb |
Walc |
Wald |
Wale |
Walf |
Walg |
Walh |
Wali |
Walj |
Walk |
Wall |
Walm |
Waln |
Walo |
Walp |
Walq |
Walr |
Wals |
Walt |
Walu |
Walw |
Waly |
Walz
Die Liste der Biografien führt alle Personen auf, die in der deutschsprachigen Wikipedia einen Artikel haben. Dieses ist eine Teilliste mit 125 Einträgen von Personen, deren Namen mit den Buchstaben „Walc“ beginnt.

## Walc

### Walch
- Walch, Albert (1816–1882), deutscher Maler, tätig in Bern
- Walch, Albrecht Georg (1736–1822), deutscher Pädagoge
- Walch, Andreas (1530–1620), deutscher Jurist
- Walch, Anna (1887–1966), deutsche Politikerin (CDU)
- Walch, Anton Joseph (1712–1773), deutscher Maler
- Walch, Camille (1870–1947), französischer Offizier und Vorsitzender der IMKK (1924–1927)
- Walch, Christian Wilhelm Franz (1726–1784), protestantischer Kirchenhistoriker und Professor der Theologie in Göttingen
- Walch, Christoph Daniel der Jüngere (1781–1852), bayerischer Kaufmann und Politiker
- Walch, Clemens (* 1987), österreichischer Fußballspieler
- Walch, Dieter (1940–2021), liechtensteinischer Politiker
- Walch, Elsbeth (1921–2012), deutsche Schriftstellerin
- Walch, Emanuel (1862–1897), österreichischer Maler
- Walch, Emil (1902–1967), österreichischer Skirennläufer
- Walch, Erich (1920–2008), deutscher Politiker (KPD), MdL
- Walch, Ernst Julius (1751–1825), deutscher evangelischer Geistlicher und Pädagoge
- Walch, Eva (* 1939), deutsche Übersetzerin und Dramaturgin
- Walch, Ewald (1940–2023), österreichischer Rennrodler und Boxer
- Walch, Georg Ludwig (1785–1838), deutscher Klassischer Philologe
- Walch, Hans († 1593), deutscher Maler
- Walch, Hans (1908–1981), deutscher Politiker (SPD), MdL Baden-Württemberg
- Walch, Hans-Joachim (1927–1991), deutscher Grafiker, Holzstecher und Typograf
- Walch, Helmut (* 1944), österreichischer Spieleautor
- Walch, Hermann (1906–1945), deutscher SA-Führer und Mitglied am Volksgerichtshof
- Walch, Hynden (* 1971), US-amerikanische Schauspielerin
- Walch, Johann (1757–1815), deutscher Maler, Zeichner, Kupferstecher, Kartograph und Verleger
- Walch, Johann Ernst Immanuel (1725–1778), deutscher Theologe
- Walch, Johann Georg (1693–1775), deutscher evangelisch-lutherischer TheologeJohann Georg Walch (1693–1775)

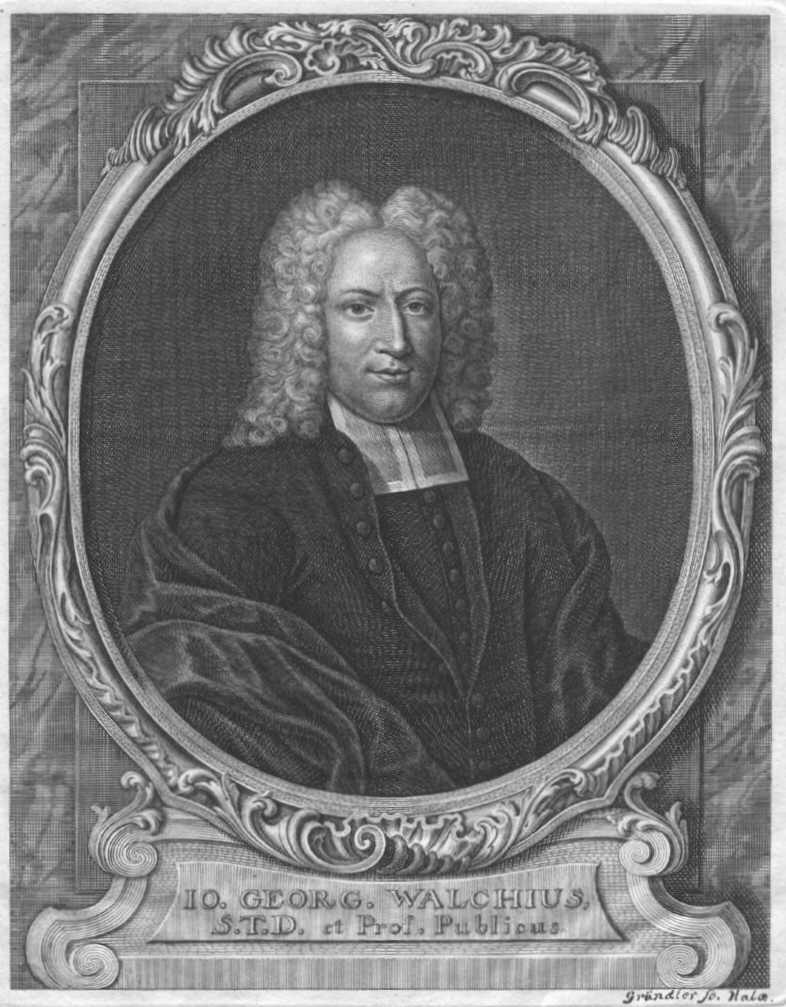
Johann Georg Walch (1693–1775)

- Walch, Johann Heinrich (1775–1855), deutscher Komponist
- Walch, Johann Sebastian (1787–1840), deutscher Maler und Verleger
- Walch, Johannes (1760–1829), deutscher evangelischer Geistlicher
- Walch, Josef (1946–2022), deutscher Schulbuchautor und Kunstdidaktiker
- Walch, Karl Friedrich (1734–1799), deutscher Rechtswissenschaftler
- Walch, Karl Wilhelm (1776–1853), deutscher Rechtswissenschaftler
- Walch, Leo, österreichischer Moderator, Sprecher und Redakteur
- Walch, Ludwig (1895–1961), deutscher Politiker (SPD), MdL Bayern
- Walch, Magnus (* 1992), österreichischer Skirennläufer
- Walch, Martin (* 1959), österreichischer Schauspieler und Drehbuchautor
- Walch, Maximilian (* 1952), österreichischer Politiker (FPÖ, BZÖ), Landtagsabgeordneter, Abgeordneter zum Nationalrat
- Walch, Maximilian (* 1994), österreichischer Musikproduzent, Multiinstrumentalist, Tonmeister
- Walch, Raul (* 1980), deutscher bildender Künstler
- Walch, Roger (* 1965), Schweizer Filmemacher, Japanologe, Publizist
- Walch, Sebastian (1721–1788), deutscher Kaufmann, Maler und Kupferstecher
- Walch, Sebastian, deutscher Schauspieler, Synchron-, Hörspiel-, Werbesprecher und Moderator
- Walch, Siegfried (* 1984), deutscher Politiker (CSU)Siegfried Walch (* 1984)

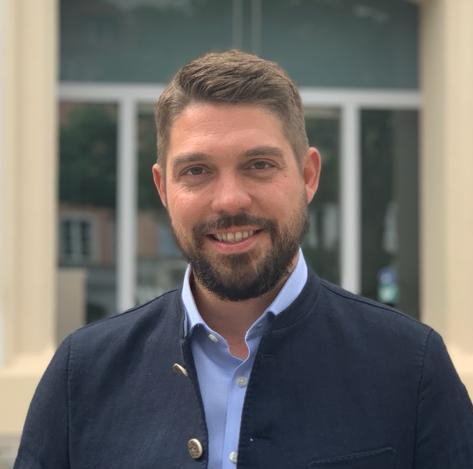
Siegfried Walch (* 1984)

- Walch, Sylvester (* 1950), deutscher Autor und Psychotherapeut
- Walch, Thomas (1867–1943), österreichischer Maler
- Walch, Ursula (* 1929), deutsche Gebrauchsgrafikerin und Illustratorin
- Walch, Wilhelm (1912–1941), österreichischer Skirennläufer
- Walch, Wilhelm Georg (1903–1988), deutscher Politiker (NSDAP)
- Walch, Yannis (* 1995), deutscher Eishockeyspieler
- Walch-Künkelin, Anna Barbara (1651–1741), Anführerin der Schorndorfer Weiber
- Walcha, Helmut (1907–1991), deutscher Organist, Cembalist und Komponist
- Walcha, Otto (1901–1968), deutscher Maler, Schriftsteller und Archivar
- Walchegger, Franz (1913–1965), österreichischer Maler, Pionier der modernen Malerei in Osttirol
- Walcher von Malvern († 1135), englischer Mönch und Astronom
- Walcher von Molthein, Alfred (1867–1928), österreichischer Kunsthistoriker und Kunstsammler
- Walcher von Molthein, Humbert (1865–1926), deutsch-böhmischer Architekt, österreichischer Architekt
- Walcher von Molthein, Leopold (1824–1911), österreichischer Diplomat
- Walcher, Achim (* 1967), österreichischer Skilangläufer
- Walcher, Christian (* 1980), italienischer Eishockeyspieler
- Walcher, Eduard (1899–1977), österreichischer Schriftsteller, Lehrer und Sprachforscher
- Walcher, Felix (* 1967), deutscher Chirurg und Orthopäde
- Walcher, Franz (1897–1950), österreichischer Politiker (SPÖ), Abgeordneter zum Nationalrat
- Walcher, Fridolin (* 1951), Schweizer Fotograf
- Walcher, Heinrich (* 1947), österreichischer Maler und Musiker
- Walcher, Jacob (1887–1970), deutscher kommunistischer Politiker und Gewerkschafter
- Walcher, Josef (1954–1984), österreichischer SkirennläuferJosef Walcher (1954–1984)

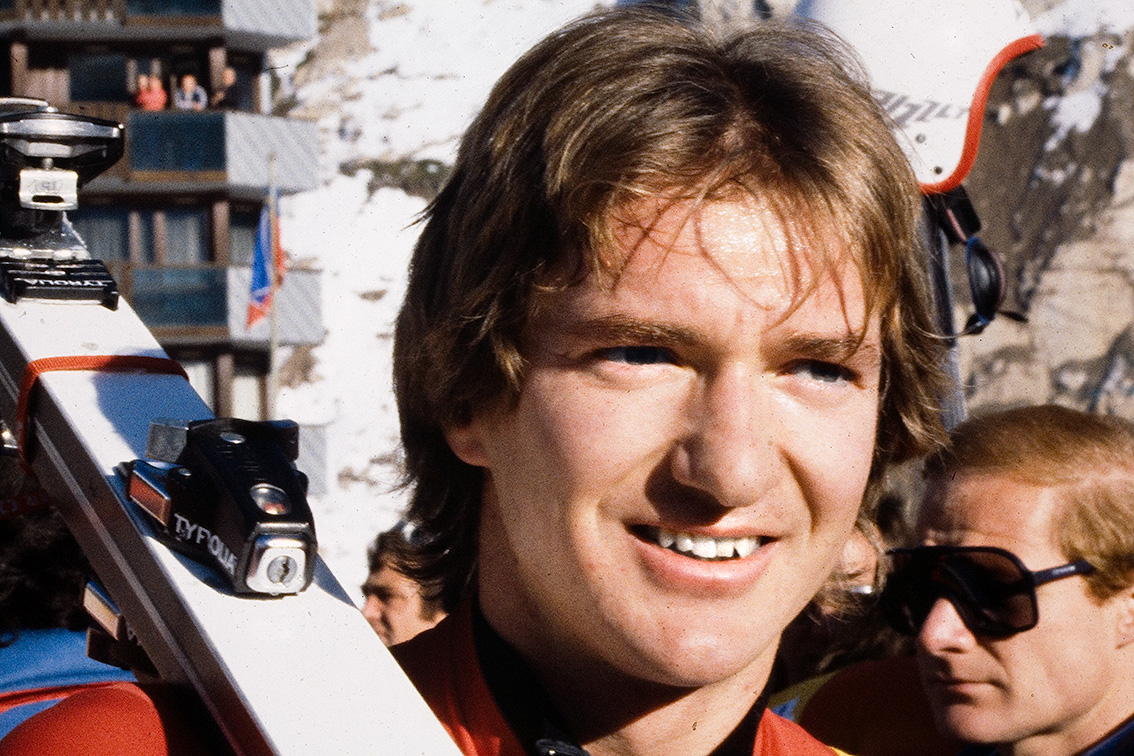
Josef Walcher (1954–1984)

- Walcher, Joseph (1719–1803), österreichischer Jesuit, Mathematiker und Physiker
- Walcher, Konrad (1871–1928), österreichischer Geistlicher und Politiker (CSP), Mitglied des Bundesrates
- Walcher, Kurt (1891–1973), deutscher Rechtsmediziner und Hochschullehrer
- Walcher, Luis (* 1974), italienischer Politiker (Südtirol)
- Walcher, Lukas (* 1990), österreichischer Schauspieler
- Walcher, Paul (* 2005), österreichischer Nordischer Kombinierer
- Walcher, Sebastian (* 1981), österreichischer Übersetzer
- Walcher, Thomas (* 1941), deutscher Physiker
- Walcher, Wilhelm (1910–2005), deutscher Physiker
- Walchhofer, Barbara (* 1997), österreichische Skilangläuferin
- Walchhofer, Michael (* 1975), österreichischer Skirennläufer
- Walchhütter, Lukas (* 2004), österreichischer Fußballspieler
- Wälchli, Elias (* 1998), Schweizer Unihockeyspieler
- Wälchli, Gottfried (1899–1960), Schweizer Lehrer, Kunsthistoriker und Biograph
- Wälchli, Karin (* 1960), Schweizer Textildesignerin
- Wälchli, Käthi (* 1949), Schweizer Politikerin (SVP)
- Wälchli, Michael (* 1982), Schweizer Volleyballspieler
- Wälchli, Werner (1922–2010), Schweizer Grafiker, Lithograf, Maler und Lehrer
- Wälchli-Roggli, Jeanne (1904–1978), Schweizer Malerin und Bildhauerin
- Walchner, Friedrich August (1799–1865), deutscher Geologe, Chemiker, Mineraloge und Politiker
- Walchner, Kasimir (1773–1837), deutscher Jurist und Historiker
- Walchshofer, Daniel (* 1994), österreichischer Badmintonspieler
- Walchuk, Don (* 1963), kanadischer Curler

### Walck
- Walcke-Schuldt, Oskar Ferdinand von (1828–1908), deutscher Gutsbesitzer, lauenburgischer Landschaftsrat
- Walckenaer, Charles Athanase (1771–1852), französischer Staatsbeamter und Wissenschaftler
- Walcker, Adolf Friedrich von (1830–1896), deutscher Theologe und Politiker
- Walcker, Eberhard Friedrich (1794–1872), deutscher OrgelbauerEberhard Friedrich Walcker (1794–1872)

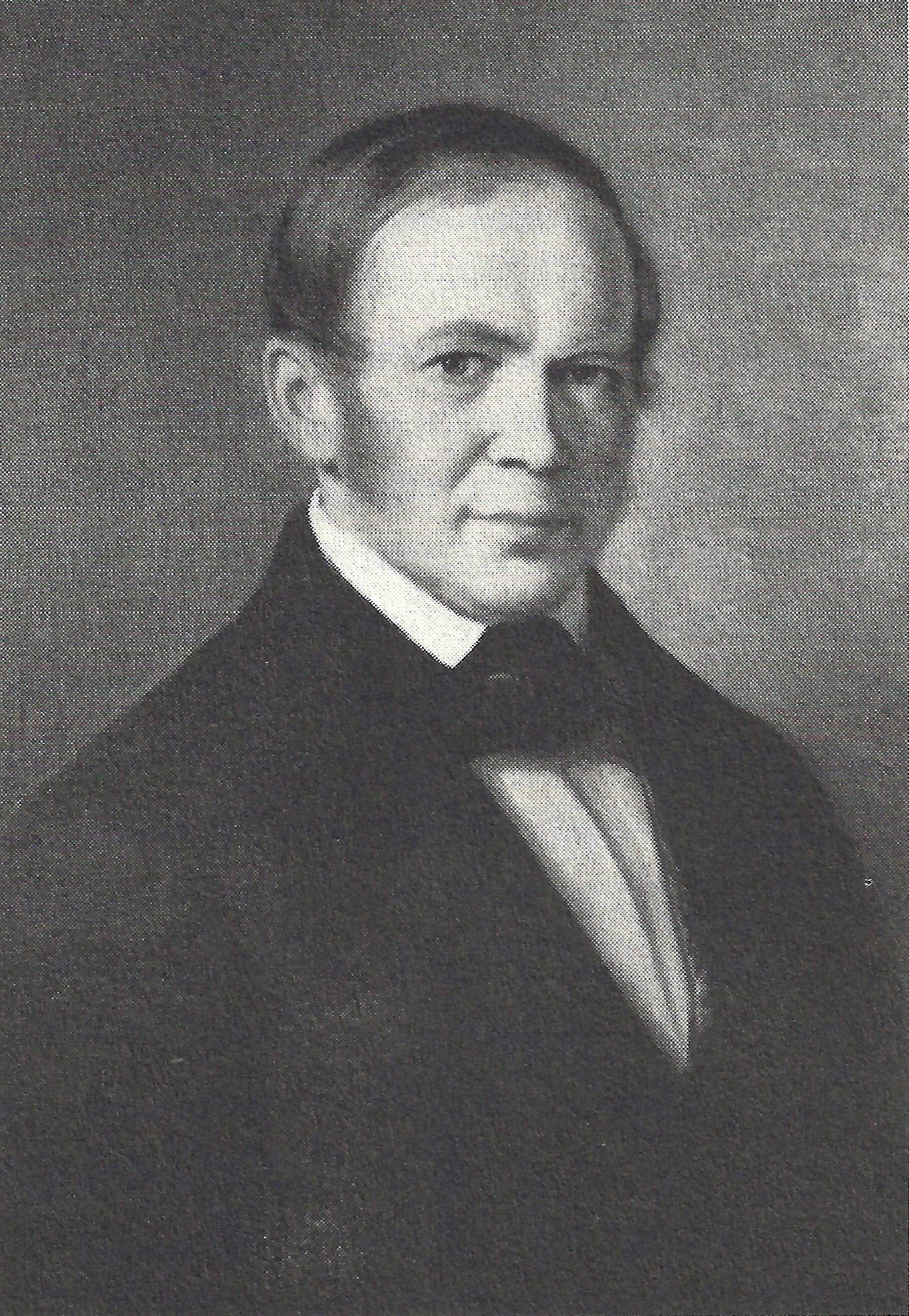
Eberhard Friedrich Walcker (1794–1872)

- Walcker, Johann Eberhard (1756–1843), deutscher Orgelbauer
- Walcker, Karl (1839–1909), deutschbaltischer Staatswissenschaftler und Ökonom
- Walcker, Oscar (1869–1948), deutscher Orgelbauer
- Walcker, Paul (1846–1928), deutscher Orgelbauer
- Walcker-Mayer, Werner (1923–2000), deutscher Orgelbauer
- Walckiers, Eugène (1793–1866), französischer Flötist und Komponist

### Walco
- Walcot, William (1874–1943), britisch-russischer Architekt und Zeichner
- Walcott, Charles (1850–1927), US-amerikanischer Fossiliensammler und Paläontologe
- Walcott, Clyde (1926–2006), barbadischer Cricketspieler
- Walcott, Collin (1945–1984), US-amerikanischer Perkussionist und Sitarspieler
- Walcott, Derek (1930–2017), lucianisch-britischer Schriftsteller und Literatur-Nobelpreisträger
- Walcott, Frederic C. (1869–1949), US-amerikanischer Politiker der Republikanischen Partei
- Walcott, Gregory (1928–2015), US-amerikanischer Schauspieler
- Walcott, Henry Pickering (1838–1932), Mediziner und Politiker
- Walcott, Jennifer (* 1977), US-amerikanisches Model und Schauspielerin
- Walcott, Jersey Joe (1914–1994), US-amerikanischer Boxer
- Walcott, Joe (1873–1935), barbadischer Boxer
- Walcott, Keshorn (* 1993), Leichtathlet aus Trinidad und Tobago
- Walcott, Theo (* 1989), englischer FußballspielerTheo Walcott (* 1989)

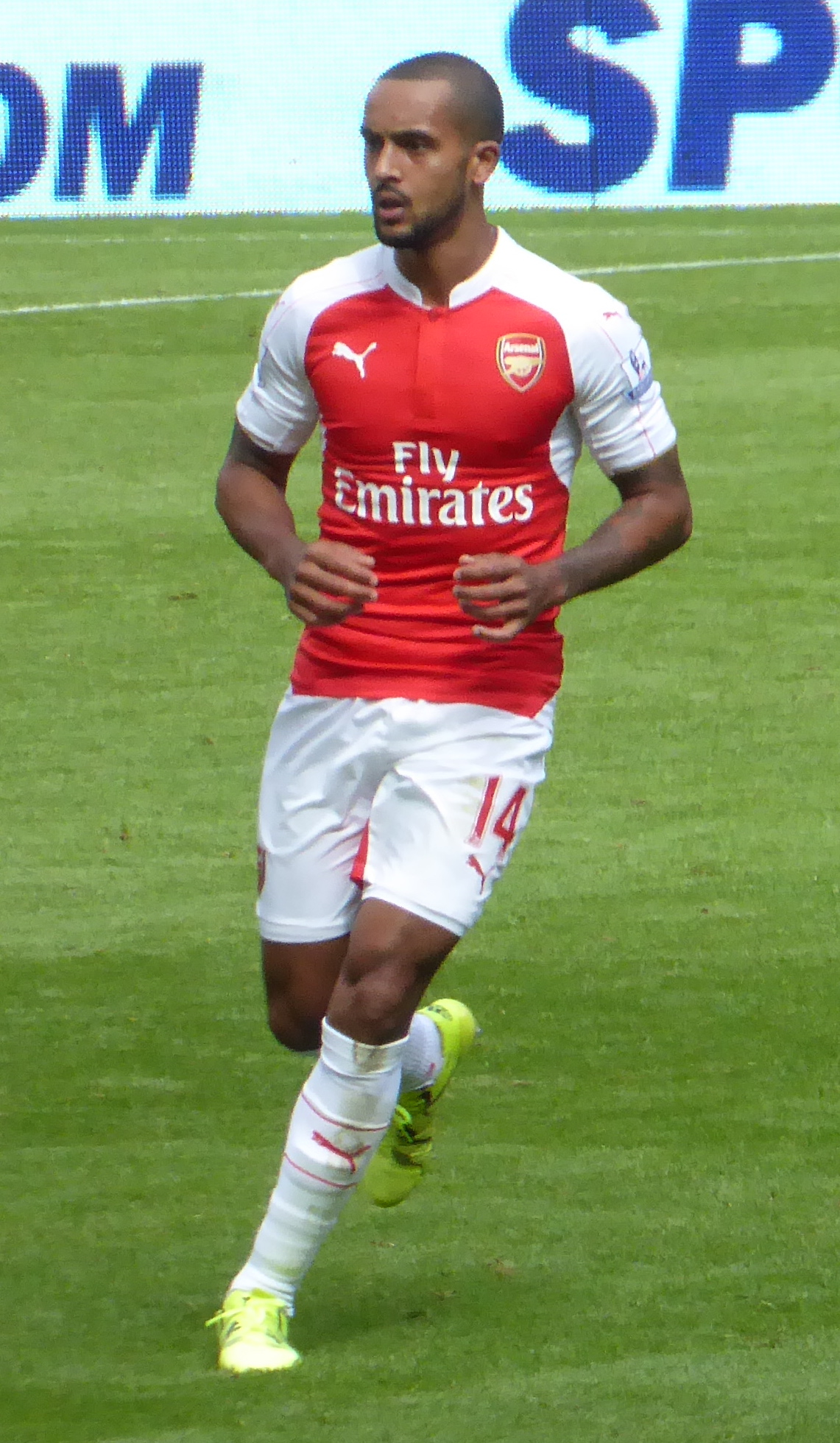
Theo Walcott (* 1989)

- Walcott, William Chase (1837–1888), barbadisch-britischer Journalist, Jurist und Politiker
- Walcott-Nolan, Revée (* 1995), britische Leichtathletin

### Walcz
- Walczak, Damian (* 1984), polnischer Radrennfahrer
- Walczak, Heinz, deutscher Radrennfahrer
- Walczak, Henning (* 1966), deutscher Immunologe
- Walczak, Krzysztof (* 1994), polnisch-deutscher Politiker (AfD)
- Walczak, Maciej (* 1963), polnischer Instrumentalist, Komponist und Entwickler von Software für Multimediaprojekte
- Walczak, Michał (* 1979), polnischer Dramatiker
- Walczak, Patryk (* 1992), polnischer Handballspieler
- Walczak, Ruth (* 1988), britische Ruderin
- Walczewski, Marek (1937–2009), polnischer Schauspieler
- Walczykiewicz, Marta (* 1987), polnische Kanurennsportlerin